# Nuoto ai Giochi della XXXIII Olimpiade - 200 metri rana femminili
La gara di nuoto dei 200 metri rana femminili dei Giochi della XXXIII Olimpiade di Parigi è stata disputata tra il 31 luglio e il 1 agosto 2024 presso l'Olympic Aquatics Centre alla Paris La Défense Arena.

## Record
Prima della competizione il record del mondo e il record olimpico erano i seguenti:
| Record mondiale | 2'17"55 | Evgeniia Chikunova Russia | 21 aprile 2023 Kazan', Russia  |
| Record olimpico | 2'18"95 | Tatjana Smith Sudafrica   | 30 luglio 2021 Tokyo, Giappone |

## Programma
| Data           | Ora (UTC+1) | Turno      |
| -------------- | ----------- | ---------- |
| 31 luglio 2024 | 10:00       | Batterie   |
| 31 luglio 2024 | 19:37       | Semifinali |
| 1 agosto 2024  | 17:30       | Finale     |

## Risultati

### Batterie
| Pos. | Batteria | Corsia | Atleta              | Nazionalità                 | Tempo   | Note |
| ---- | -------- | ------ | ------------------- | --------------------------- | ------- | ---- |
| 1    | 1        | 4      | Tatjana Smith       | Sudafrica                   | 2'21"57 | Q    |
| 2    | 2        | 4      | Tes Schouten        | Paesi Bassi                 | 2'23"08 | Q    |
| 3    | 3        | 4      | Kate Douglass       | Stati Uniti                 | 2'23"44 | Q    |
| 4    | 3        | 3      | Ye Shiwen           | Cina                        | 2'23"67 | Q    |
| 5    | 1        | 6      | Kaylene Corbett     | Sudafrica                   | 2'23"85 | Q    |
| 6    | 3        | 2      | Satomi Suzuki       | Giappone                    | 2'23"80 | Q    |
| 7    | 1        | 5      | Mona McSharry       | Irlanda                     | 2'23"98 | Q    |
| 8    | 2        | 3      | Jenna Strauch       | Australia                   | 2'24"38 | Q    |
| 9    | 2        | 7      | Jessica Vall        | Spagna                      | 2'24"52 | Q    |
| 10   | 1        | 3      | Kotryna Teterevkova | Lituania                    | 2'24"59 | Q    |
| 11   | 3        | 5      | Lilly King          | Stati Uniti                 | 2'24"91 | Q    |
| 12   | 2        | 2      | Kelsey Wog          | Canada                      | 2'25"11 | Q    |
| 13   | 2        | 6      | Sydney Pickrem      | Canada                      | 2'25"45 | Q    |
| 14   | 3        | 6      | Ella Ramsay         | Australia                   | 2'25"61 | Q    |
| 15   | 3        | 7      | Francesca Fangio    | Italia                      | 2'25"85 | Q    |
| 16   | 1        | 2      | Kristýna Horská     | Rep. Ceca                   | 2'26"28 | Q    |
| 17   | 2        | 1      | Lisa Mamié          | Svizzera                    | 2'26"39 |      |
| 18   | 2        | 8      | Macarena Ceballos   | Argentina                   | 2'26"55 |      |
| 19   | 2        | 5      | Thea Blomsterberg   | Danimarca                   | 2'27"81 |      |
| 20   | 1        | 1      | Sophie Hansson      | Svezia                      | 2'28"10 |      |
| 21   | 1        | 7      | Alina Zmushka       | Atleti Individuali Neutrali | 2'28"19 |      |
| 22   | 3        | 1      | Letitia Sim         | Singapore                   | 2'29"46 |      |
| 23   | 3        | 8      | Eneli Jefimova      | Estonia                     | 2'30"68 |      |

### Semifinali
| Pos. | Batteria | Corsia | Atleta              | Nazionalità | Tempo   | Note |
| ---- | -------- | ------ | ------------------- | ----------- | ------- | ---- |
| 1    | 2        | 5      | Kate Douglass       | Stati Uniti | 2'19"74 | Q    |
| 2    | 2        | 4      | Tatjana Smith       | Sudafrica   | 2'19"94 | Q    |
| 3    | 1        | 4      | Tes Schouten        | Paesi Bassi | 2'22"74 | Q    |
| 4    | 1        | 3      | Kaylene Corbett     | Sudafrica   | 2'22"87 | Q    |
| 5    | 1        | 5      | Ye Shiwen           | Cina        | 2'22"13 | Q    |
| 6    | 2        | 7      | Lilly King          | Stati Uniti | 2'23"25 | Q    |
| 7    | 1        | 2      | Kotryna Teterevkova | Lituania    | 2'23"42 | Q    |
| 8    | 2        | 3      | Satomi Suzuki       | Giappone    | 2'23"54 | Q    |
| 9    | 2        | 1      | Sydney Pickrem      | Canada      | 2'24"03 |      |
| 10   | 1        | 6      | Jenna Strauch       | Australia   | 2'24"05 |      |
| 11   | 2        | 6      | Mona McSharry       | Irlanda     | 2'24"48 |      |
| 12   | 1        | 1      | Ella Ramsay         | Australia   | 2'24"56 |      |
| 13   | 1        | 7      | Kelsey Wog          | Canada      | 2'24"82 |      |
| 14   | 2        | 8      | Francesca Fangio    | Italia      | 2'25"39 |      |
| 15   | 1        | 8      | Kristýna Horská     | Rep. Ceca   | 2'25"77 |      |
| 16   | 2        | 2      | Jessica Vall        | Spagna      | 2'26"22 |      |

### Finale
| Pos.    | Corsia | Atleta              | Nazionalità | Tempo   | Note                |
| ------- | ------ | ------------------- | ----------- | ------- | ------------------- |
| Oro     | 4      | Kate Douglass       | Stati Uniti | 2'19"24 | Record panamericano |
| Argento | 5      | Tatjana Smith       | Sudafrica   | 2'19"60 |                     |
| Bronzo  | 3      | Tes Schouten        | Paesi Bassi | 2'21"05 |                     |
| 4       | 8      | Satomi Suzuki       | Giappone    | 2'22"54 |                     |
| 5       | 1      | Kotryna Teterevkova | Lituania    | 2'23"75 |                     |
| 6       | 2      | Ye Shiwen           | Cina        | 2'24"31 |                     |
| 7       | 6      | Kaylene Corbett     | Sudafrica   | 2'24"46 |                     |
| 8       | 7      | Lilly King          | Stati Uniti | 2'25"91 |                     |